# Hermas Muvunyi
Hermas Cliff Muvunyi (* 3. Dezember 1988 im Distrikt Kamonyi, Südprovinz) ist ein ehemaliger ruandischer Sprinter und Mittelstreckenläufer im Behindertensport. Als sein sportliches Vorbild benennt Muvunyi den kenianischen 800-Meter-Läufer David Lekuta Rudisha.

## Persönlicher Hintergrund
Muvunyi Eltern sind Sylvestre Habimana und Lydia Nyiramasirabo. Er hat zwei Schwestern und vier Brüder und kam mit einer leichten Behinderung des rechten Armes zur Welt. Diese verschlimmerte sich im Alter von sechs Jahren, als er sich ebendiesen Arm beim Fußballspielen mit Nachbarskindern verletzte. Er besuchte die Grundschule Mugina B, legte sein Ordinary level (O’level) am College Saint Ignace ab und wechselte dann auf eine Schule nach Kanyabanda, wo er 2007 mit dem Advanced Level seine formale Ausbildung zunächst abschloss. Anschließend besuchte er eine weiterführende Schule und graduierte dort 2011 im Fach Agrarwirtschaft.

## Sportliche Karriere
Aufgrund seiner Arm-Behinderung tritt Muvunyi in der Klassifizierungsgruppe T46 an. Ernsthaftes Training begann er im Jahr 2007 und im April 2009 trat er dem Kamonyi Athletics Club bei. Für diesen absolvierte er in fünf Monaten allerdings nur einen einzigen Wettkampf – die im Distrikt Muhanga ausgetragenen nationalen Mannschaftsmeisterschaften, deren Gesamtwertung sein Verein gewann. Dort erregte sein Talent die Aufmerksamkeit des APR FC, zu dem er bald darauf wechselte.
Seine erste größere internationale Sportveranstaltung waren die Leichtathletik-Afrikameisterschaften der nicht behinderten Sportler 2010 in Nairobi. Ende Juli vertrat er sein Land dort als Startläufer der ruandischen 4-mal-400-Meter-Staffel. Das Quartett verpasste zwar mit dem neunten Rang im Vorlauf den Finaleinzug, stellte aber in 03:21,01 Minuten einen neuen Landesrekord auf. Im Oktober gleichen Jahres reiste Muvunyi ins indische Delhi, wo die Commonwealth Games 2010 ausgetragen wurden. Einer von drei angegliederten Para-Leichtathletikwettbewerben war der 100-Meter-Lauf für T46. Über Vorläufe und Halbfinale gelangte er ins Finale, kam dort aber in 11,69 Sekunden nicht über einen sechsten Platz hinaus.
Im Folgejahr konnte er sich bei den Para-Wettbewerben der Afrikaspiele 2011 in Maputo eine Goldmedaille über 400 Meter und den zweiten Platz über die doppelte Distanz sichern. Dadurch qualifizierte er sich für die Paralympischen Sommerspiele 2012 in London. Dort gelang ihm am 4. September als Vorlaufschnellster der Einzug ins Finale über 400 Meter, dass er schließlich als Fünftplatzierter beendete. Dabei stellte er in beiden Läufen einen neuen afrikanischen Rekord auf. Über 800 Meter gewann er einige Tage später sogar die Bronzemedaille, wurde allerdings im Nachhinein disqualifiziert, weil er den Kenianer Abraham Cheruiyot Tarbei auf der Zielgeraden von der Bahn gedrängt hatte.
Am 22. Juli 2013 schließlich erlebte Muvunyi bei den Leichtathletik-Weltmeisterschaften der Behinderten in Lyon seinen bislang wichtigsten sportlichen Moment. In persönlicher Bestzeit von 1:54,04 Minuten setzte er sich über 800 Meter in einem mit nur insgesamt vier Startern besetzten Finale deutlich gegen seine Kontrahenten durch und wurde Weltmeister. Zu seinem Halbfinale über 400 Meter am 25. Juli trat er nicht an. Für diesen Sieg erhielt er vom ruandischen Sport- und Kultusministerium sowie dem Nationalen Paralympischen Komitee vier Millionen Ruanda-Franc als Prämie – umgerechnet etwa 5200 Euro. Darüber hinaus warben mehrere französische Vereine um ihn, er entschied sich aber gegen einen Wechsel ins Ausland. Im März 2015 gewann Muvunyi beide Goldmedaillen über 400 und 800 Meter (0:51,25 und 2:01,74 min) beim renommierten 9th IPC Grand Prix de Tunis. Gleiches war ihm bereits bei der Austragung 2012 gelungen. Für diese Leistung belohnte ihn das Ministerium abermals mit einer Million RWF (etwa 1300 Euro). Bei den Afrikaspielen in der kongolesischen Hauptstadt Brazzaville konnte Muvunyi im September selben Jahres seinen Titel im 400-Meter-Lauf verteidigen. Ein T46-Rennen über 800 Meter wurde diesmal nicht ausgetragen. Das gleiche „Problem“ hatte Muvunyi auch bei den Weltmeisterschaften im Oktober 2015 in Doha, der Hauptstadt Katars. Über 400 Meter war er der Konkurrenz nicht gewachsen und belegte lediglich den sechsten Rang; im Rennen über 1500 Meter belegte er mit neuer persönlicher Bestzeit den vierten Platz.
Bei den Paralympischen Sommerspielen 2016 in Rio de Janeiro galt Muvunyi als große Medaillenhoffnung seines Landes; allerdings wurde in seiner Paradedisziplin – dem 800-Meter-Lauf – abermals kein Rennen in seiner Startklasse ausgetragen. Über 1500 Meter erreichte er lediglich den fünften Platz und einen Tag später wurde er im Anschluss an das Finale über 400 Meter, das er ebenfalls als Fünftplatzierter beendet hatte, disqualifiziert, da er während des Rennens seine Bahnbegrenzung übertreten hatte. Nachdem er sich zwischenzeitlich vom Leistungssport zurückgezogen hatte, nahm er wieder an den Leichtathletik-Weltmeisterschaften der Behinderten 2019 in Dubai teil. Dort trat er in Ermangelung eines T46-Rennen in seiner Spezialdisziplin über 800 Meter im 1500-Meter-Lauf an und belegte den elften Rang.